# Geoff Ryman
Geoffrey Charles Ryman (Canada, 9 maggio 1951) è uno scrittore canadese di romanzi di fantascienza.

## Biografia
Nato in Canada nel 1951, a undici anni si è trasferito negli Stati Uniti e dal 1973 risiede in Inghilterra.
A partire dal suo esordio nel 1984 con The Unconquered Country ha pubblicato altri sette romanzi e numerosi racconti di genere fantasy, fantascientifico e slipstream.
Nel corso della sua carriera ha ricevuto alcuni tra i più prestigiosi riconoscimenti del settore tra i quali il Premio Philip K. Dick, l'Arthur C. Clarke e il John Wood Campbell Memorial.
È impegnato nella divulgazione della fantascienza nel continente africano e nella promozione di autori provenienti dall'Africa tramite il progetto 100 African Writers of SFF.

## Opere
Per ogni opera si indica la prima edizione in lingua originale e l'eventuale prima traduzione in lingua italiana.

### Romanzi e novelle
- The Unconquered Country , nella rivista Interzone 7, Primavera 1984; prima edizione in volume con revisioni minori per George Allen & Unwin, 1986.
- La magia di Cara (The Warrior Who Carried Life), George Allen & Unwin, 1985. Traduzione di Maurizio Carita, Urania Fantasy 53, Arnoldo Mondadori Editore, 20 ottobre 1992.
- The Child Garden; or, A Low Comedy, Unwin Hyman, 1989[5].
- Was..., HarperCollins, 1992.
- Fan, nella rivista Interzone 81, Marzo 1994; prima edizione in volume nella raccolta Unconquered Countries: Four Novellas, St. Martin's Press, 1994.
- A Fall of Angels, or On the Possibility of Life Under Extreme Conditions, nella raccolta Unconquered Countries: Four Novellas, St. Martin's Press, 1994.
- 253, romanzo ipertestuale pubblicato sul sito web dell'autore il 20 gennaio 1997; prima edizione cartacea HarperCollins, 1998.
- Lust: or No Harm Done, HarperCollins, 2001.
- Air: Or, Have not Have, St. Martin's Press, 2005.
- The King's Last Song, HarperCollins, 2006.
- Him, Angry Robot, 2023.
- Animals, NewCon Press, 2025.

### Raccolte di racconti
- Unconquered Countries: Four Novellas, St. Martin's Press, 1994. Comprende un'introduzione di Samuel R. Delany, quattro novelle, fra cui la stesura breve originaria del romanzo Unconquered Countries, e una postfazione di Ryman.
- Paradise Tales, Small Beer Press, 2011. Comprende sedici racconti.

### Racconti editi in italiano
- Omnisexual (Omnisexual, 1990), traduzione di Nicoletta Vallorani, in Fantasex, IperFICTION, Interno Giallo/Mondadori, 1993.
- Ovunque (Everywhere, 1999), traduzione di Roberto Marini, in Umani e transumani. Il meglio della fantascienza 2, Urania 1462, Arnoldo Mondadori Editore, 2003.
- V.A.O. (racconto lungo, V.A.O.), traduzione di Nello Giugliano, ne Le città del domani, Collezione Immaginario. Solaria 15, Fanucci Editore, 2004.
- Avere non avere (Have Not Have, 2001), traduzione di Piero Anselmi, ne Il meglio della SF / II., Millemondi 49, Arnoldo Mondadori Editore, 2009.
- I giorni di nascita (Birthdays, 2003), traduzione di Fabio Feminò, in Venti galassie, Millemondi 44, Arnoldo Mondadori Editore, 2007.
- Bloccato (Blocked, 2009), in Orizzonti infiniti, Urania 1626, Milano, Mondadori, 2016
- Quelle ombre ridono, (Those shadows lough, 2014), traduttrice : Annarita Guarnieri, in  Millemondi n°80 , 2018 Arnoldo Mondadori Editore)

## Riconoscimenti
- BSFA Award : 1984 - 2005
- Premio World Fantasy : 1985 (Categoria Best Novella)
- Premio Arthur C. Clarke : 1990 - 2006
- Premio John Wood Campbell Memorial : 1990
- Premio Philip K. Dick : 1998
- Premio James Tiptree Jr. : 2005
- Premio Nebula per il miglior racconto : 2011